# Diego Díaz Garrido
Diego Díaz Garrido (Madrid, España, 30 de diciembre de 1968) es un exfutbolista español que jugaba de portero. Militó en equipos de Primera División como el Club Atlético de Madrid, el Real Valladolid C. F. y el Real Sporting de Gijón. Actualmente, trabaja en la cantera del Atlético de Madrid como entrenador de porteros.

## Trayectoria
| Club                    | País   | Año       |
| ----------------------- | ------ | --------- |
| Atlético Madrileño      | España | 1987-1990 |
| Club Atlético de Madrid | España | 1990-1991 |
| Real Sporting de Gijón  | España | 1991      |
| Club Atlético de Madrid | España | 1991-1995 |
| Real Valladolid C. F.   | España | 1995-1997 |
| Xerez C. D.             | España | 1997-1998 |
| C. D. Toledo            | España | 1998-2000 |
| R. S. D. Alcalá         | España | 2000-2001 |

## Palmarés

### Campeonatos nacionales
| Título       | Club                    | País   | Año  |
| ------------ | ----------------------- | ------ | ---- |
| Copa del Rey | Club Atlético de Madrid | España | 1992 |